# 杨晖 (中将)
杨晖（1963年1月—），山东青岛人，中国人民解放军中将，中共第十八届中央候补委员。

## 生平
1981年，考入南京外国语学院（后为中国人民解放军国际关系学院），后留学南斯拉夫贝尔格莱德大学，获文学硕士、文学博士学位，1988年入中国社会科学院，获法学博士学位。2001年任中国人民解放军总参谋部技术侦察部（总参三部）副部长，2005年任中国国际战略学会反恐怖研究中心主任、高级研究员，2006年任中国人民解放军陆军第三十一集团军代理副军长，2007年任中国人民解放军总参谋部情报部部长，2011年7月任南京军区参谋长。2016年1月，任新成立的中国人民解放军东部战区副司令员兼参谋长。
2007年晋升中国人民解放军少将，2013年7月晋升中国人民解放军中将。2018年8月，香港媒体称，杨晖因涉嫌违纪被军方的纪律委员会拘查。2024年2月，趙蘭健稱其案件偵查終結，面臨起訴移送。